# پرچین علیا
پرچین علیا روستایی است که در استان اردبیل، شهرستان گرمی، بخش موران، دهستان آزادلو قرار دارد.

## جمعیت
بر اساس سرشماری سال ۱۳۸۵ جمعیت این روستا ۳۴۵ نفر با ۵۴ خانوار بوده‌است.